# Curvularia trifolii
Curvularia trifolii är en svampart som först beskrevs av Calvin Henry Kauffman, och fick sitt nu gällande namn av Karel Bernard Boedijn 1933. Curvularia trifolii ingår i släktet Curvularia och familjen Pleosporaceae.  Utöver nominatformen finns också underarten gladioli.